# Множитель Ланде
Множитель Ланде (гиромагнитный множитель, иногда тж. g-фактор) — множитель в формуле для расщепления уровней энергии в магнитном поле, определяющий масштаб расщепления в относительных единицах. Частный случай более общего g-фактора.

## Поведение атома в магнитном поле
Множитель Ланде определяется по формуле
{\displaystyle g=1+{\frac {J(J+1)-L(L+1)+S(S+1)}{2J(J+1)}}}
где L — значение орбитального момента атома, S — значение спинового момента атома, J — значение полного момента. Эта формула справедлива в случае LS-связи, то есть для лёгких атомов. Впервые он был введён немецким физиком А. Ланде в 1921 году при исследовании спектра испускания атомов, помещённых в магнитное поле. Работы Ланде являлись продолжением работ П. Зеемана, поэтому эффект, продемонстрированный в эксперименте Ланде, называют аномальным эффектом Зеемана. При этом Зееман считал L=J, S=0, а потому g=1, и никакой надобности в множителях не возникало. Множитель Ланде определяет относительную величину магнитомеханического отношения.

## Анизотропия
В многоэлектронных атомах становится важным взаимодействие спинового и орбитального механического моментов. LS-связь приводит к расщеплению спектра свободного атома и влиянию симметрии кристаллической решётки на спины в атомах твёрдого тела. Для аналитического учёта спин-орбитальное взаимодействие и вклад взаимодействия с магнитным полем рассматривают как возмущение в форме
{\displaystyle V=-\xi \mathbf {L} \mathbf {S} -\mu _{B}\mathbf {H} (2\mathbf {S} +\mathbf {L} )},
где ξ — константа спин-орбитальной связи, L — оператор механического момента, S — оператор спина, {\displaystyle \mu _{B}} — магнетон Бора, H — напряжённость магнитного поля. В связи с тем, что основное состояние {\displaystyle |0\rangle } не вырождено, среднее значение механического момента для него равно нулю:
{\displaystyle \langle 0|\mathbf {L} |0\rangle =0.}
Поэтому в первом порядке теории возмущений прибавка к энергии определяется только взаимодействием с магнитным полем:
{\displaystyle \Delta E^{1}=2\mu _{B}\mathbf {H} \mathbf {S} .}
Второй порядок теории возмущений приводит к поправке вида
{\displaystyle \Delta E^{2}=-\sum _{\mu \nu }[\xi ^{2}\Lambda _{\mu \nu }S_{\mu }S_{\nu }+2\xi \mu _{B}H_{\mu }S_{\nu }+\mu _{B}^{2}\Lambda _{\mu \nu }H_{\mu }H_{\nu }].}
Здесь {\displaystyle \Lambda _{\mu \nu }=\sum _{n}{\frac {\langle n|L_{\mu }|0\rangle \langle 0|L_{\nu }|n\rangle }{E_{n}-E_{0}}}}, а индексы μ и ν пробегают пространственные координаты x, y, z. С учётом поправок гамильтониан невырожденного основного состояния принимает вид
{\displaystyle {\mathcal {H}}=\sum _{\mu \nu }[2\mu _{B}H_{\mu }(\delta _{\mu \nu }-\xi \Lambda _{\mu \nu })S_{\nu }-\xi ^{2}\Lambda _{\mu \nu }S_{\mu }S_{\nu }-\mu _{B}^{2}\Lambda _{\mu \nu }H_{\mu }H_{\nu }].}
где δμν — символ Кронекера. В нём первое слагаемое является зеемановской энергией, а
{\displaystyle g_{\mu \nu }=2(\delta _{\mu \nu }-\xi \Lambda _{\mu \nu })}
являет собой выражение для множителя Ланде с учётом анизотропии, вносимой спин-орбитальным взаимодействием. Второе слагаемое в гамильтониане соответствует так называемой одноионной анизотропии, а третье является следствием теории возмущений второго порядка и даёт парамагнитную восприимчивость не зависимую от температуры (парамагнетизм ван Флека).